# Sławomir Lewandowski (prawnik)
Sławomir Krzysztof Lewandowski – polski prawnik, doktor habilitowany nauk prawnych, nauczyciel akademicki Uniwersytetu Warszawskiego, specjalista w zakresie logiki i teorii prawa.

## Życiorys
W 1989 ukończył z wyróżnieniem studia na Wydziale Prawa i Administracji Uniwersytetu Warszawskiego z wynikiem bardzo dobrym. W 1998 uzyskał stopień doktora nauk prawnych na podstawie rozprawy „Preambuła w aktach prawa wewnętrznego”.
W 1989 rozpoczął pracę jako asystent w Instytucie Nauk o Państwie WPiA UW. Od 1998 zatrudniony w Zakładzie Logiki i Informatyki Prawniczej UW na stanowisku adiunkta, a od 2013 na stanowisku starszego wykładowcy. W 2016 na Wydziale Prawa i Administracji Uniwersytetu Warszawskiego uzyskał stopień doktora habilitowanego nauk prawnych w zakresie prawa. Został adiunktem Uniwersytetu Warszawskiego zatrudnionym w Katedrze Logiki i Informatyki Prawniczej Instytutu Nauk o Państwie i Prawie.

## Wybrane publikacje
- Retoryczne i logiczne podstawy argumentacji prawniczej (2015)
- Logika dla prawników (współautorzy: Hanna Machińska, Andrzej Malinowski, Jacek Petzel, 2015)
- Informatyka prawnicza a argumentacja prawnicza (2014)
- Prawo, język, logika. Księga jubileuszowa profesora Andrzeja Malinowskiego (współred. nauk.: Hanna Machińska, Jacek Petzel, 2013)
- Retoryczne i logiczne podstawy argumentacji prawniczej (2013)
- Logika dla prawników : słownik encyklopedyczny (współautorzy: Andrzej Malinowski, Jacek Petzel, 2004)[5]